# Expedición 13
La Expedición 13 fue la decimotercera estancia de larga duración en la Estación Espacial Internacional y la primera en contar con un representante permanente de la ESA.

## Tripulación
| Posición             | Primera parte (marzo a julio de 2006)         | Segunda parte (julio a septiembre de 2006)    |
| -------------------- | --------------------------------------------- | --------------------------------------------- |
| Comandante           | Pavel Vinogradov, RSA Segundo vuelo espacial  | Pavel Vinogradov, RSA Segundo vuelo espacial  |
| Ingeniero de vuelo 1 | Jeffrey Williams, NASA Segundo vuelo espacial | Jeffrey Williams, NASA Segundo vuelo espacial |
| Ingeniero de vuelo 2 |                                               | Thomas Reiter, ESA Segundo vuelo espacial     |

## Parámetros de la misión
- Perigeo: ~384 km
- Apogeo: ~396 km
- Inclinación: ~51.6°
- Período: ~92 min

- Acoplamiento: Soyuz TMA-8 - 31 de marzo de 2006, 04:19 UTC
- Desacoplamiento: Soyuz TMA-8 - ?
- Tiempo acoplamiento: ? días